# Sławomir Furca
Sławomir Andrzej Furca (ur. 13 listopada 1971) – polski hokeista, działacz lokalny na Podhalu.

## Kariera
- Podhale Nowy Targ
- Oakville Blades (1991/1992)
- Pickering Panthers (1991/1992)
- Podhale Nowy Targ (1992-1993)

Urodził się 13 listopada 1971. Wychowanek Podhala Nowy Targ. W barwach reprezentacji Polski do lat 20 uczestniczył w turnieju mistrzostw świata juniorów do lat 20 w 1990 (Grupa A). W sezonie 1991/1992 grał w kanadyjskich klubach w rozgrywkach prowincji Ontario: Oakville Blades w lidze Central Ontario Junior B Hockey League (COJHL) i Pickering Panthers w lidze Metro Junior A Hockey League (MetJHL). Uczestniczył w turnieju hokejowym na Zimowej Uniwersjadzie 1993.
Absolwent AGH w Krakowie oraz Uniwersytetu Ekonomicznego w Krakowie. Został zawodnikiem TS Old Boys Podhale, w 2014 zdobył z drużyną złoty medal mistrzostw Polski oldbojów. W maju 2013 został wiceprezesem Zarządu ds. finansowych Towarzystwa Sportowego Old Boys Podhale. Został członkiem rady Nowotarskiej Izby Gospodarczej, członkiem i wiceprezesem zarządu Stowarzyszenia „Dla rozwoju Gminy Szaflary”. W grudniu 2014 został powołany na stanowisko doradcy wójta Gminy Szaflary, Rafała Szkaradzińskiego. W 2016 roku został powołany na członka Rady Nadzorczej Podhalańskiego Przedsiębiorstwa Komunalnego Sp. z o.o..

## Sukcesy
- Złoty medal mistrzostw Polski: 1993 z Podhalem Nowy Targ